# Eriospermum paradoxum
Eriospermum paradoxum es una especie  de planta fanerógama perteneciente a la familia de las asparagáceas, anteriormente incluida en las ruscáceas. Es originaria de Sudáfrica.

## Descripción
Es un arbusto geófito con grandes tubérculos, irregulares, con solitarias hojas, que se producen después de las flores, ovado-cordadas, poco pecioladas, coriáceas, pilosas. La inflorescencia en un pedúnculo corto piloso,; con un racimo de 6-7 flores;  diminutas brácteas, ovadas.

## Taxonomía
Eriospermum paradoxum fue descrita por (Jacq.) Ker Gawl. y publicado en Botanical Magazine , t. 1382., en el año 1811.
Etimología
Eriospermum: nombre genérico que deriva del griego Erion de "lana" y sperma para "semilla".
Sinonimia
- Eriospermum arenicolum Poelln.
- Eriospermum cylindricum Marloth
- Eriospermum vallis-gratiae Schltr. ex Poelln.
- Loncodilis scapigera Raf.
- Ornithogalum paradoxum Jacq. basónimo
- Thaumaza paradoxa (Jacq.) Salisb.[4]